# Lamborghini Sesto Elemento
Lamborghini Sesto Elemento (italienska för: Sjätte elementet) är en konceptbil från den italienska biltillverkaren Lamborghini. Bilen kunde ses för första gången på en motorshow i Paris 2010.